# أليكساندرا ساسنوفيتش
أليكساندرا ساسنوفيتش (بالروسية: Саснович, Александра Александровна) (بالإنجليزية: Aliaksandra Sasnovich)
مواليد 22 مارس 1994 في مينسك، هي لاعبة كرة مضرب بيلاروسية وتحتل حالياً المرتبة 100 (8 فبراير 2016) في تصنيف رابطة محترفات كرة المضرب.

## روابط خارجية
- أليكساندرا ساسنوفيتش على موقع رابطة محترفات التنس (الإنجليزية)
- أليكساندرا ساسنوفيتش على موقع الاتحاد الدولي لكرة المضرب (الإنجليزية)
- أليكساندرا ساسنوفيتش على موقع كأس بيلي جين كينغ (الإنجليزية)
- أليكساندرا ساسنوفيتش على موقع بطولة ويمبلدون (الإنجليزية)
- أليكساندرا ساسنوفيتش على موقع خلاصة التنس.كوم (الإنجليزية)
- أليكساندرا ساسنوفيتش على موقع إي إس بي إن.كوم (الإنجليزية)